# Сёйдауркроукюр
Сёйдауркроукюр (исл. Sauðárkrókur) — город в Исландии.

## География и экономика
Город Сёйдауркроукюр расположен на северном побережье Исландии, в Скага-фьорде. Город растянулся вдоль южной части фьорда. Расстояние до столицы страны Рейкьявика от Сёйдауркроукюра составляет 295 километров. Входит в состав сислы Скагафьордур региона Нордурланд Вестра. С населением в 2.555 человек (на 2007 год) Сёйдауркроукюр является крупнейшим городом Северо-Западной Исландии.
В хозяйственном отношении город является торговым центром региона. Здесь также развиты рыболовство и рыбоперерабатывающая промышленность, молочное животноводство. В городе работает фабрика по выработке минеральной ваты. Сёйдауркроукюр является также центром исландского коневодства.

## История

### Первые поселенцы
Сёйдауркроукюр получил своё название от ручья, протекающего в этой местности.
В регионе Скага-фьорд было много поселенцев, которые разделили землю согласно законам, принятым среди них. Земля, где сейчас стоит Сёйдауркроукюр, сначала принадлежала викингу по прозвищу Саймундр Судурейски (855 — ?) (исл. Sæmundr Suðureyski), прибывшему на юг острова предположительно из Швеции. В то время, пока Саймундр занимался разметкой собственных обширных владений, другой викинг, по имени Скефил (исл. Skefill), присвоил себе ту часть его земель, на которой сейчас находится старейшая часть города.
Поселенцы не строили свои дома и не организовывали колонии на месте, где сейчас находится Сёйдауркроукюр, на протяжении более тысячи лет.

### Торговля и рынок
Швартовка судов в Сёйдауркроукюр для моряков и купцов было задачей не из простых. На западном побережье фьорда находилось очень мало природных гаваней, удобных из которых было ещё меньше. Большинство купцов в итоге приобрели документы на торговлю в областях Хофсоуса, Графароуса и Колуоуса на восточном побережье фьорда, так как во время Датской монополии в (1602—1787 гг) Хофсоус был единственным дозволенным местом торговли в Сёйдауркроукюре. Но для тех, кто жил на западном побережье фьорда было довольно сложно пробираться к торговым точкам из-за труднопреодолимого препятствия, — реки Херадсвётн. Из-за этого многие даже самые опытные торговцы преодолевали маршрут под угрозой смерти.
В 1856 году Сёйдауркроукюр официально стал береговым местом торговли, то есть местом, где торговцы могли продавать и покупать товары прямо с судов.
В 1857 году торговый пункт Сёйдауркроукюр появился на карте Исландии

### Первые жители
В 1871 году возникло первое реальное поселение. Кузнец Аурни Аурнасон (исл. Árni Árnason) вместе со своей женой Сигрид Эггертсьдоуттир (исл. Sigríður Eggertsdóttir) и несколькими своими детьми построили дом с кузницей с целью предоставления кузнечных услуг постоянно растущему сельскохозяйственному обществу в процветающем регионе. Кроме услуг кузнеца пара продавала напитки и сдавала место для ночлега. Их бизнес рост, а дом Аурни приобрел большую популярность. Позже он получил прозвище «Árni Vert» или «бармен Аурни».
В 1873 году в Сёйдауркроукюр поселился первый купец. Хранитель магазина Эрлендюр Халдссон (исл. Erlendur Hallsson) построил второй дом в этом месте и вскоре начал процветать его гостиничный бизнес.
К 1900 году в Сёйдауркроукюр уже было примерно 400 жителей. Сам Сёйдауркроукюр динамично разрастался с каждым годом, имея в наличии школы, больницы и уже строилась церковь. В 1947 году Сёйдауркроукюр получил статус города.
В 1998 году он вошёл в состав сислы Скагафьордур.

## Климат
На территории города преобладает климат тундры. Средняя температура круглый год в Сёйдауркроукюр достаточно низкая — 3,1 °C (37,5 °F). Самое холодное время в году — период с января по февраль. Среднегодовое количество осадков составляет около 514 мм и они распределяются достаточно равномерно в течение года, хотя весной и в начале лета наступает сухой сезон.